# Joachim Rieß
Joachim Rieß (* 23. Juni 1937 in Chemnitz) ist ein deutscher Grafiker und Medailleur. Mit der Gestaltung von über 230 Briefmarken, davon einen Großteil in der DDR, aber auch nach der Wende in der Bundesrepublik Deutschland, gilt er als einer der produktivsten deutschen Briefmarkengestalter.

## Werdegang
Nach seiner Lehre als Grafischer Zeichner, die von 1951 bis 1954 dauerte, arbeitete er bis 1959 als Gebrauchsgrafiker beim VEB Fettchemie Karl-Marx-Stadt, dem heutigen Chemnitz. Zwischen 1959 und 1964 arbeitete Rieß in der Chemnitzer Abteilung des DDR-Werbeunternehmens DEWAG. Ab 1961 war Rieß als Gebrauchsgrafiker Mitglied des Verbandes Bildender Künstler. 1965 gab er seinen Job auf und arbeitete seitdem freischaffend auf dem Gebiet der Kleingrafik und Illustration, Messe- und Ausstellungsgestaltung, jedoch vorwiegend als Briefmarkendesigner. 1967 erhielt er den Kunstpreis der FDJ, im selben Jahr ebenfalls den Kulturpreis des Rates des Bezirks Karl-Marx-Stadt. Von 1965 bis 1992 arbeitete Rieß im Designer-Team mit Manfred Gottschall und Hans Detlefsen. In diesem Zeitraum erhielt er mehrmals die Auszeichnung Goldene Briefmarke. Im Zeitraum von 1978 bis 1988 gestaltete er gemeinsam mit dem Bildhauer Volker Beier diverse grafische Entwürfe für Sondermünzen der Staatlichen Münze Berlin.
Seit 1996 arbeitet er gemeinsam mit seiner Frau Renate Rieß im Bereich der Postgrafik, Illustrationen für Museen, Wirtschaft und Gewerbe. Zudem betätigt sich Rieß als freier Maler und Grafiker.

## Werkbeispiele

### Münzen
- 1980 Ernst Abbe 20 M
- 1981 Freiherr vom Stein 20 M
- 1982 Neues Gewandhaus Leipzig 10 M
- 1985 Semperoper 10 M
- 1985 Humboldt-Universität Berlin 10 M
- 1986 Charité Berlin 10 M
- 1987 Nicolaiviertel Berlin 5 M
- 1988 Ernst Barlach 5 M

### Briefmarken

#### Deutsche Post der DDR
- 1965: Sonderausgabe zum Besuch sowjetischer Kosmonauten in der DDR
- 1966: Sonderausgabe 900 Jahre Wartburg
- 1967: Sonderausgabe Weltmeisterschaft im Biathlon 1967 in Altenberg (Osterzgebirge)
- 1967: Sonderausgabe 10. Messe der Meister von morgen vom 15.–16.11.1967 in Leipzig
- 1968: Sonderausgabe 75 Jahre Hauptobservatorium Potsdam
- 1968: Sonderausgabe Welttag der Meteorologie am 23.03.1968 (zusammen mit M. Gottschall)
- 1968: Sonderausgabe 2. Europäische Leichtathletikkämpfe der Junioren in Leipzig
- 1968: Sonderausgabe Europameisterschaften der Frauen im Rudern in Berlin
- 1968: Sonderausgabe Weltmeisterschaften im Turnierangeln in Güstrow
- 1969: Sonderausgabe 2. Frauenkongress der DDR
- 1969: Sonderausgabe Weltfriedenstreffen in Berlin (Ost)
- 1971: Sonderausgabe Unbesiegbares Vietnam
- 1971: Sonderausgabe Für Kampfaktionen gegen Rassismus
- 1979: Blockausgabe Albert Einstein
- 1980: Briefmarkenausstellung der Jugend in Suhl
- 1981: Internationales Jahr der Geschädigten 1981
- 1990: 125 Jahre Internationale Fernmeldeunion (UIT)
- 1990: Sondermarke 70. Geburtstag Papst Johannes Paul II.

#### Deutsche Bundespost
- 1991: Briefmarkenblock 200. Todestag von W.A. Mozart (Wahl zur Schönsten Briefmarke durch die Fachpresse sowie Auszeichnung mit der Robert Stolz Trophy 1992 als die Schönste Musikmarke der Welt)
- 1991: Serie Geschützte Seevögel
- 1992: Sondermarke Familie schafft Zukunft (Wahl zur „Schönsten Briefmarke“ durch die Fachpresse)
- 1993: Serie Für den Sport
- 1993: Sondermarke Johannes von Nepomuk, erschien mit anderen nationalen Werten als Gemeinschaftsausgabe auch in Tschechien und der Slowakei
- 1993: Sondermarke Peter Tschaikowski
- 1994: Blockausgabe 150. Geburtstag Carl Hagenbeck und 150 Jahre Berliner Zoo

#### Deutsche Post AG
- 1995: Serie Für die Jugend
- 1996: Serie Für die Jugend
- 1997: Blockausgabe 50 Jahre Schutzgemeinschaft Deutscher Wald
- 1997: Blockausgabe Tag der Briefmarke
- 1998: Serie Für die Wohlfahrtspflege (Wahl zur „Schönsten Briefmarke“ durch die Fachpresse)
- 1999: Sondermarke EXPO 2000 Hannover
- 2000: Blockausgabe Nationalpark Hainich (Wahl zur „Schönsten Briefmarke“ durch die Fachpresse)
- 2003: Serie Weltkulturerbe der UNESCO: Kölner Dom
- 2003: Serie Naturdenkmale in Deutschland: Versteinerter Wald Chemnitz
- 2006 850 Jahre Michaeliskirche in Schwäbisch Hall
- 2006: Serie Bilder aus Deutschland: Schwarzwald
- 2009: Sondermarke 500 Jahre Rathaus Frankenberg an der Eder
- 2011: Sondermarke Zweiburgenblick im Werratal

## Ausstellungen (unvollständig)

### Einzelausstellungen
- 1976 Aue, Galerie am Altmarkt („Briefmarkengestaltung“; mit Hans Detlefsen und Manfred Gottschall)
- 1996 Hauptpostamt Chemnitz
- 1997 Jagdschloss Augustusburg
- 1998 Schlossteichhallen Chemnitz
- 1999 Wasserschloss Klaffenbach
- 2001 Rathaus Düsseldorf
- 2014 Galerie im Wohnmeisterhaus in Limbach-Oberfrohna

### Gruppenausstellungen
- 1962 bis 1988: Dresden, fünf Deutsche Kunstausstellungen bzw. Kunstausstellungen der DDR
- 1970: Berlin, Altes Museum („Im Geiste Lenins“)
- 1974, 1979 und 1985: Karl-Marx-Stadt, Bezirkskunstausstellungen
- 1981: Dresden, Ausstellungszentrum am Fučík-Platz („25 Jahre NVA“)
- 1985: Berlin, Nationalgalerie („Auf gemeinsamen Wegen. Kunstausstellung zum 40. Jahrestag des Sieges über den Hitlerfaschismus und der Befreiung des deutschen Volkes“)

- 2024 Die gespaltene Generation, Neue Sächsische Galerie, Chemnitz[2]